# Jorge González Bastías

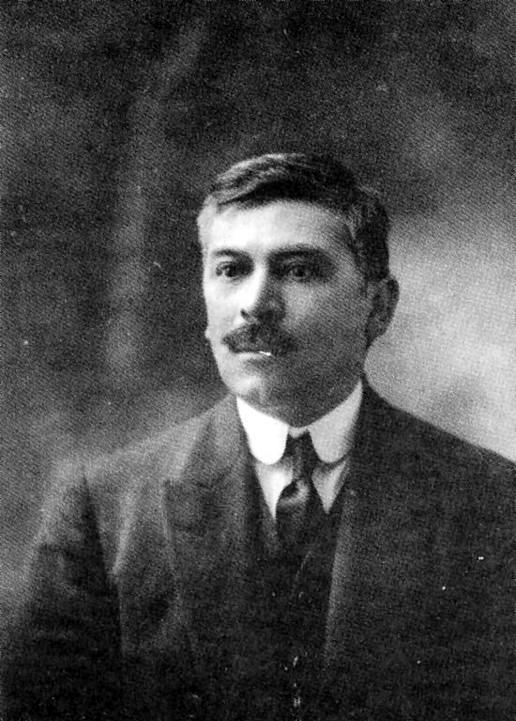
Jorge González Bastías

Jorge González Bastías (* 16. Juli 1879 in Nirivilo; † 22. November 1950 ebenda) war ein chilenischer Lyriker.
González war das fünfte von neun Kindern von Abdón González Rojas und Elinia Bastías Cáceres. Er verbrachte die ersten Lebensjahre in seinem Heimatdorf und besuchte dann in Talca die Grundschule und das Liceo de Hombres. Nach dem Tod des Vaters übersiedelte die Familie nach Talca und ließ sich, als die Mutter 1910 das Gut Infiernillo am Río Maule erbte, dort nieder.
González blieb zunächst in Talca und ging dann nach Santiago, wo er ein Bohèmeleben führte und 1911 seinen ersten Gedichtband veröffentlichte. Er fand Anerkennung, und seine Texte wurden in verschiedenen lateinamerikanischen Anthologien veröffentlicht, jedoch reichten seine Einkünfte nicht, seinen Lebensunterhalt zu bestreiten.
So kehrte er schließlich auf das Gut seiner Familie zurück, widmete sich dort der Landwirtschaft und schrieb nur noch sporadisch. Seine Lyrik kreiste stets um Themen des ländlichen Lebens, wie auch die Titel seiner vier Gedichtbände zeigen: Misas de Primavera (1911), El Poema de la Tierras Pobres (1924), Vera Rústica (1933) und Del Venero Nativo (1940).